# Лобжениця (гміна)
Гміна Лобжениця (пол. Gmina Łobżenica) — місько-сільська гміна у північно-західній Польщі. Належить до Пільського повіту Великопольського воєводства.
Станом на 31 грудня 2011 у гміні проживало 9866 осіб.

## Територія
Згідно з даними за 2007 рік площа гміни становила 190.68 км², у тому числі:
- орні землі: 70.00%
- ліси: 19.00%

Таким чином, площа гміни становить 15.05% площі повіту.

## Населення
Станом на 31 грудня 2011:
| Опис     | Загалом | Загалом | Чоловіки | Чоловіки | Жінки | Жінки |
| -------- | ------- | ------- | -------- | -------- | ----- | ----- |
| одиниця  | осіб    | %       | осіб     | %        | осіб  | %     |
| все      | 9866    | 100     | 5044     | 51.13    | 4822  | 48.87 |
| міське   | 3084    | 100     | 1549     | 50.23    | 1535  | 49.77 |
| сільське | 6782    | 100     | 3495     | 51.53    | 3287  | 48.47 |

## Сусідні гміни
Гміна Лобжениця межує з такими гмінами: Венцборк, Вижиськ, Висока, Злотув, Мроча, Садкі.